# Willy Monty
Willy Monty, né le 11 octobre 1939 à Feluy et mort le 9 novembre 2014 dans le même lieu, est un coureur cycliste professionnel belge.

## Palmarès

### Palmarès amateur
- 1959
  - 2e étape du Circuit des Ardennes brabançonnes
- 1960
  - Championnat du Hainaut
  - 2e étape du Week-end spadois
  - 2eb étape du Triptyque ardennais
  - 1re étape de l'Étoile hennuyère
  - 2e du Triptyque ardennais
- 1962
  - Bruxelles-La Louvière-Bruxelles
  - 1rea, 3ea et 4eb étapes du Tour de Liège
  - Tour de Namur :
    - Classement général
    - 3e étape

  - Namur-Malonne
  - Namur-Emines
  - Bruxelles-Saintes
  - 2e de la Flèche du Sud
  - 6e du championnat du monde sur route amateurs
- 1963
  - 2eb (contre-la-montre par équipes) et 3eb étapes du Circuit des Mines[2]

### Palmarès professionnel
| - 1964 - Hoeilaart-Diest-Hoeilaart - Circuit du Brabant occidental - 6e étape du Critérium du Dauphiné libéré - 2e du Grand Prix de la Basse-Sambre - 3e du Grand Prix de Belgique - 8e de Liège-Bastogne-Liège - 1965 - 6ea et 7ea étapes du Tour de Catalogne - Grand Prix du Parisien (contre-la-montre par équipes) - 2e du Tour de Haute-Loire - 2e du Grand Prix Beeckman-De Caluwé - 3e du Grand Prix de la Basse-Sambre - 7e de Paris-Bruxelles - 10e du Tour de Lombardie - 1966 - Jeuk-Ougrée - Bruxelles-Biévène - 2e du Circuit du Tournaisis - 1967 - Grand Prix de Péruwelz - 5eb étape du Tour de France (contre-la-montre par équipes) - 2e de Bruxelles-Verviers - 3e du Grand Prix Pino Cerami - 3e de Liège-Bastogne-Liège - 3e du Grand Prix de Fourmies - 6e du Tour des Flandres - 6e de la Flèche wallonne | - 1968 - 1re étape du Tour de Majorque - 2e de Gênes-Nice - 2e de À travers la Belgique - 3e du Tour de Majorque - 1969 - Championnat du Hainaut - 2e du Tour du Haut-Var - 2e de Nice-Seillans - 3e de la Flèche brabançonne - 1970 - 3e du Grand Prix Pino Cerami - 1971 - Trèfle à Quatre Feuilles |  |

## Résultats sur les grands tours

### Tour de France
5 participations
- 1964 : 30e
- 1965 : 42e
- 1966 : 39e
- 1967 : 12e, vainqueur de la 5eb étape (contre-la-montre par équipes)
- 1969 : hors délais (6e étape)

### Tour d'Espagne
2 participations
- 1968 : 44e
- 1969 : 68e ; dernier du classement général ; dernier équipier à accompagner Roger Pingeon, leader de l'équipe cycliste Peugeot, à la victoire finale[3]